# 崔譔
崔 譔（さい せん、生没年不詳）は、魏から西晋にかけての学者。正史に立伝されておらず、詳細は不明である。

## 経歴
南朝陳の陸徳明が著した『経典釈文』の序録には『荘子』の注釈者として名前が掲げられ、10巻27篇（内篇7・外篇20）があったと伝えられている。
『経典釈文』によれば、清河郡の人で晋に仕えて議郎になったと記されている。『隋書』経籍志には東晋の議郎であったと記されているが、『世説新語』文学篇の注に引用された『向秀別伝』には向秀が崔譔の『荘子』の注釈書を読んで遺忘を補おうとして自らも『荘子』の注釈書を書いたと記されており、魏・西晋に仕えた向秀が崔譔の著作を読んだことを踏まえると、崔譔は向秀と同時代の人で、彼が仕えたのは西晋であったことになる。
西晋では崔譔の『荘子』の注釈は、同時代の向秀・司馬彪・郭象の注釈書と共に知られていたが、先行する3人の説を取り込んだ郭象の注釈書が広く読まれるようになり、『隋書』経籍志には崔譔の注釈書は南朝梁まで伝わっていたが、その後亡んだと記されている。